# Alejandra Guzmán
Pour les articles homonymes, voir Guzmán.
Alejandra Gabriela Guzmán Pinal (née le 10 juillet 1968) est une chanteuse de rock mexicaine, fille du chanteur et acteur Enrique Guzmán et de l'actrice Silvia Pinal.

## Biographie
Elle est la fille de l'actrice mexicaine Silvia Pinal et du chanteur de jeunesse des années 1960, Enrique Guzmán, dont le mariage a provoqué une controverse en raison de la différence d'âge (presque 12 ans). Leur fille Alejandra est née en 1968.
Alejandra Guzmán a très tôt souffert de l'absence de ses parents, qui étaient constamment en déplacement à cause des exigences de leur travail. Le mariage Guzmán-Pinal devait s'user plus tard au milieu de problèmes et d'agressions physiques, aboutissant au divorce lorsque Alejandra avait six ans.
Alejandra Guzmán a fait sa première apparition à la télévision à l'âge de deux mois lors de l'émission de ses parents intitulée Silvia and Enrique. À huit ans, elle commence à prendre des cours de ballet, de claquettes et de jazz. Sa créativité et son originalité se sont développées dès les premières années de sa vie, puisqu'elle a eu l'occasion d'expérimenter les beaux-arts, la danse, la peinture, et tout ce qui touche au monde du divertissement.
Alejandra est la sœur de l'homme d'affaires Luis Enrique Guzmán Pinal. Du côté de son père, elle est la sœur de Daniela et d'Enrique Jr. Du côté de sa mère, elle a pour sœurs les actrices Sylvia Pasquel et Viridiana Alatriste. Le 25 octobre 1982, Viridiana est morte dans un accident de voiture qui a marqué la vie de la famille Guzmán-Pinal.
Après un début de carrière controversé, sa mère ne lui permettant pas d'être chanteuse, Alejandra a fait ses débuts dans la série Always on Sunday avec sa chanson Bye Mom. Après ses débuts réussis, Alejandra est devenue une icône non seulement au Mexique, mais également en Amérique latine. Pendant la période la plus cruciale de sa carrière, Alejandra a annoncé la grossesse de sa fille unique, Frida Sofía Guzmán Pinal, aux côtés de son partenaire de l'époque, Pablo Moctezuma.

### État de santé
En 2007, Alejandra Guzmán a lutté contre un cancer du sein. Heureusement, celui-ci a été détecté à temps et a pu être traité.
En avril 2009, une chirurgie esthétique ratée la laisse dans un état de santé très grave. Après avoir lutté pour trouver un traitement curatif aux polymères injectés dans les fesses, Alejandra a subi plusieurs interventions chirurgicales, l'amenant à être hospitalisée pendant six mois. Ses médecins disent qu'Alejandra Guzmán devra être traité à vie.
En 2013, Alejandra Guzmán est opérée pour une prothèse de hanche. La même année, elle revient sur scène pour célébrer ses 25 ans de carrière avec son album La Guzmán in First Row. En 2016, elle subit une autre opération pour poser une autre prothèse de hanche.

## Albums
- Indeleble (2006)
- Lipstick 2004
- En vivo desde el Auditorio Nacional (2002)
- Soy (2001)
- Algo natural 1999
- La Guzmán (En vivo) 1997
- Cambio de piel 1996
- Enorme 1994
- Libre 1993
- Flor de papel 1991
- Eternamente bella 1990
- Dame tu amor 1989
- Bye, mamá 1988